# Orienscopia costulata
Orienscopia costulata är en insektsart som först beskrevs av Hermann Burmeister 1880.  Orienscopia costulata ingår i släktet Orienscopia och familjen Proscopiidae. Inga underarter finns listade i Catalogue of Life.